# Right Now (piosenka)
Right Now – utwór z gatunku jazz/pop z 1962, do którego muzykę napisał Herbie Mann, a tekst Carl Sigman. Jako instrumental jazzowy, był tytułową ścieżką na albumie Manna z 1962 roku, utrzymanym w stylu bossa nova. Jeszcze w tym samym roku, po dodaniu przez Sigmana słów, piosenkę spopularyzował piosenkarz jazzowy Mel Tormé, która znalazła się na jego longpleju Comin' Home Baby!.

## Wybrane covery
Od tego czasu kompozycja była wielokrotnie przerabiana. Wśród wykonawców, którzy nagrali swoje wersje utworu są Siouxsie Sioux, i jej drugi zespół The Creatures, z którym formacja dotarła do miejsca 14. na UK Singles Chart w roku 1983.
W 2005 roku girls band The Pussycat Dolls wydał swoją aranżację na pierwszym ich albumie studyjnym PCD. Zespół 23 stycznia 2007 roku opublikował na iTunes singiel w formacie cyfrowym. W tym samym roku powstała inna wersja piosenki pod tytułem Right Now (NBA Version) opublikowana w stacji ABC w Stanach Zjednoczonych. Wersja NBA ma nieco inne słowa. ABC użyło również piosenki w promocji pierwszego epizodu „Listen to the Rain on the Roof” trzeciego sezonu serialu Gotowe na wszystko.